# Tour des Flandres 1982
Le Tour des Flandres 1982 est la 66e édition du Tour des Flandres. La course a lieu le 4 avril 1982, avec un départ à Saint-Nicolas et une arrivée à Meerbeke sur un parcours de 267 kilomètres. 
Le Belge René Martens s'impose en solitaire devant ses compatriotes Eddy Planckaert et Rudy Pevenage.

## Classement final
|    | Coureur             | Pays     | Équipe                      | Temps           |
| -- | ------------------- | -------- | --------------------------- | --------------- |
| 1  | René Martens        | Belgique | Daf Trucks-Teve Blad-Rossin | 6 h 35 min 40 s |
| 2  | Eddy Planckaert     | Belgique | Splendor-Wickes             | + 21 s          |
| 3  | Rudy Pevenage       | Belgique | Capri Sonne                 | m.t.            |
| 4  | Michel Pollentier   | Belgique | Safir-Concorde              | m.t.            |
| 5  | Jan Bogaert         | Belgique | Europ Decor                 | + 45 s          |
| 6  | Palmiro Masciarelli | Italie   | Famcucine                   | m.t.            |
| 7  | Patrick Versluys    | Belgique | Boule d'Or-Colnago          | m.t.            |
| 8  | Géry Verlinden      | Belgique | Boule d'Or-Colnago          | m.t.            |
| 9  | Marc Sergeant       | Belgique | Boule d'Or-Colnago          | m.t.            |
| 10 | Johan van der Velde | Pays-Bas | TI-Raleigh-Campagnolo       | m.t.            |